# Prawo oporu
Prawo oporu (łac. ius resistendi) – prawo wypowiedzenia posłuszeństwa władcy. 
Funkcjonowało w okresie średniowiecza, traktowane jako przywilej szlachty, stopniowo rozwijane, często wykorzystywane w celu wywarcia nacisku na monarchę. Miało ono skutek zbrojnego "zegnania" z tronu panującego. W przypadku niepowodzenia uznawane za bunt. 
Często ustawodawca wydając przywileje, obligując się do ich przestrzegania, nadawał prawo do odmowy posłuszeństwa w razie ich nierespektowania. Brytyjska Magna Charta Libertatum formułuje to w artykule 61. Na kontynencie najstarszym przykładem jest zapewne węgierska Złota Bulla Andrzeja II. Podobne zasady istniały w ówczesnej Hiszpanii i krajach Rzeszy. W Polsce prawo to gwarantował przywilej mielnicki, następnie artykuły henrykowskie w punkcie 21 (ostatnim). W późniejszym czasie prawo do oporu przekształciło się w konfederację zawiązywaną przeciwko królowi. Warunki sprecyzowano w ustawach z lat 1576, 1607 i 1609. Ze skargą mógł wystąpić każdy poseł na sejmie lub szlachcic na sejmiku, król musiał być wpierw upomniany przez prymasa lub senatora, w razie zlekceważenia tego ostrzeżenia przez radę senatu, w ostatecznej instancji przez Sejm. W praktyce nie było to przestrzegane, rokosze rozpoczynano bez zachowania tej procedury, natomiast Sejm inkwizycyjny oraz incydent trubecki nie doprowadziły do detronizacji. Prawa kardynalne potwierdziły prawo oporu w artykule 21, Konstytucja 3 maja (z uzasadnieniem, że król nic sam przez się nie czyniący, za nic w odpowiedzi narodowi być nie może) zastąpiła je odpowiedzialnością ministrów (konstytucyjną oraz parlamentarną).